# Волгарь (газета)
«Волга́рь» — российская общественно-политическая и литературная газета, выходившая в Нижнем Новгороде с 1890 по 1918 годы.

## История
Газета была основана в 1875 году под названием «Нижегородский биржевой листок». Первый её номер под первоначальным названием вышел 2 (14) июня 1875 года, последний — 31 декабря 1891 (12 января 1892) года. Газета выходила 2 раза в неделю, её издателем-редактором на этом этапе был Иван Александрович Жуков. С 1892 года выходила ежедневно под названием «Волгарь». Издателем-редактором переименованной стал сын основателя Сергей Иванович Жуков.
Газета придерживалась либерального направления. На её страницах освещались преимущественно местные новости: Нижнего Новгорода и Нижегородской губернии, а также Поволжья, Прикамья, Приочья и Вятского края. К 1900 годам газета стала одной из крупнейших в Нижнем Новгороде, её тираж достигал 6000 экземпляров. С 1896 года в период проведения Нижегородской ярмарки в газете имелся специальный раздел «Ярмарочная жизнь». Во время Русско-японской и Первой мировой войн газета занимала проправительственную позицию. После Февральской революции 1917 года газета поддержала Временное правительство и сменила подзаголовок на «Ежедневная общественная беспартийная газета». После Октябрьская революция 1917 года издание не поддержало большевистское правительство и было закрыто им. Последний номер вышел 18 (31) января 1918 года.

## Литературные публикации
В газете публиковались многие литературные произведения — фельетоны, повести рассказы. В частности, в ней были впервые напечатаны в 1894 году произведения Максима Горького: повесть «Горемыка Павел» и рассказ «Дед Архип и Лёнька».

## Приложения
Газета имела несколько приложений:
- Вечерний листок «Волгаря» (1894—1900)
- Утренние вести «Волгаря» (1908—1909)
- Телеграммы «Волгаря» (1914—1916)
- Утренний телефон — телеграммы «Волгаря» (1916)
- Телефон — телеграммы «Волгаря» (1917)